# مدیا.ویژن
مدیا.ویژن (انگلیسی: Media.Vision) شرکت بازی ویدئویی ژاپنی است، که در سال ۱۹۹۳ تأسیس شد.